# Reflexividad

Las Meninas: reflexividad, acción que reflexiona sobre su actor. Una pintura de Diego Velázquez de 1656

La reflexividad, en epistemología y sociología del conocimiento, se refiere a las relaciones circulares entre causa y efecto, en especial cuando hablamos de creencias humanas. Una relación reflexiva es bidireccional cuando la relación causa-efecto no puede asignarse sólo a una de las partes.
Dentro de la sociología, la reflexividad se entiende como un acto de autorreferencia donde el examen y la acción se refieren a la entidad que instiga dicho examen o acción. Comúnmente se refiere a la capacidad de un agente social para reconocer las fuerzas de socialización y alterar su lugar en la estructura social. Un bajo nivel de reflexividad daría lugar a individuos moldeados en gran medida por su entorno o «sociedad». Un alto nivel de reflexividad social estaría definido por los individuos que configuran sus propias normas, gustos, políticas, deseos, etc. Esto es similar a la noción de autonomía, como se concibe en estructura y agencia y en la movilidad social.
Dentro de la economía, la reflexividad se refiere al efecto de autorreforzamiento del sentimiento del mercado, mediante el cual el aumento de los precios atrae a compradores cuyos comportamientos elevan los precios aún más, hasta que el proceso se vuelve insostenible. Este es un ejemplo de un ciclo de retroalimentación positiva. El mismo proceso puede operar a la inversa y conducir a un colapso catastrófico de los precios.

## Resumen
En teoría social, la reflexividad puede ocurrir cuando las teorías de una disciplina deben aplicarse igualmente a la disciplina misma. Por ejemplo, en el caso de las teorías de la construcción del conocimiento en el campo de la sociología del conocimiento científico, debe aplicarse igualmente sus propias reglas a la construcción del conocimiento por parte de los practicantes de la sociología del conocimiento científico, o cuando el tema de una disciplina debe aplicarse igualmente a los practicantes individuales de esa disciplina. Así mismo. ello ocurre cuando la teoría psicológica debe explicar los procesos psicológicos de los psicólogos. En términos más generales, se considera que la reflexividad acontece cuando las observaciones de los observadores en el sistema social afectan las mismas situaciones que están observando, o cuando la teoría que se está formulando se disemina y afecta el comportamiento de los individuos o sistemas que la teoría debería modelar objetivamente. En igual sentido, un antropólogo que vive en una aldea aislada puede afectar la aldea y el comportamiento de los ciudadanos que pretende estudiar. Las observaciones no son independientes de la participación del observador.
La reflexividad es, por tanto, una cuestión metodológica en las ciencias sociales, análoga al efecto observador. Dentro de esa parte de la reciente sociología de la ciencia que se ha dado en llamar programa fuerte, la reflexividad se sugiere como una norma o principio metodológico. Esto significa que una explicación teórica completa de la construcción social de los sistemas de conocimiento científicos, religiosos o éticos, debería en sí misma. ser explicable mediante los mismos principios y métodos que se utilizan para contabilizar estos otros sistemas de conocimiento. Esto apunta a una característica general de la epistemología naturalizada. Tales teorías del conocimiento permiten campos de investigación específicos para dilucidar otros campos, como parte de un proceso de autorreflexión general. Cualquier campo particular de investigación ocupado con aspectos de los procesos de conocimiento en general, como la historia de la ciencia, la ciencia cognitiva, la sociología de la ciencia, la psicología de la percepción, la semiótica, la lógica o la neurociencia, pueden estudiar reflexivamente otros campos de este tipo, dando lugar a una mejor reflexión general sobre las condiciones para la creación de conocimiento.
La reflexividad incluye tanto un proceso subjetivo de investigación de la autoconsciencia, así como un estudio del comportamiento social, en referencia a las teorías sobre las relaciones sociales.

## Historia
El principio de reflexividad fue enunciado por primera vez por los sociólogos William I. Thomas y Dorothy Swaine Thomas, en su libro de 1928 The child in America (El niño en Estados Unidos): «Si los hombres definen las situaciones como reales, son reales en sus consecuencias». La teoría se denominó más tarde «teorema de Thomas».
El sociólogo Robert K. Merton, hacia 1948 o 1949, se basó en el principio de Thomas para definir la noción de la profecía autocumplida. Una vez que se hace una predicción o profecía, los actores pueden acomodar sus comportamientos y acciones de modo tal, que una declaración que hubiera sido lo falso se vuelve verdadero o, a la inversa, una afirmación que hubiera sido verdadera se vuelve falsa, como consecuencia de la predicción o profecía que se hizo. La profecía tiene un impacto constitutivo en el resultado o es el resultado mismo, cambiando el resultado de lo que de otra manera habría acontecido.
La reflexividad fue abordada como un tema de la ciencia en general por Karl Popper en 1957, quien en su libro The Poverty of Historicism (La pobreza del historicismo) destacó la influencia de una predicción sobre el evento predicho, denominándolo el «efecto Edipo», en referencia al relato griego en el cual la secuencia de eventos que cumplen la profecía del Oráculo está muy influenciada por la profecía misma. Popper inicialmente consideró tal profecía autocumplida como un rasgo distintivo de las ciencias sociales, pero luego llegó a ver que en las ciencias naturales, particularmente en biología e incluso en biología molecular, entra en juego algo equivalente a la expectativa y puede actuar para alcanzar lo que ha sido esperado. Esta cuestión también la retomó Ernest Nagel en 1961. La reflexividad presenta un problema para la ciencia, porque si una predicción puede conducir a cambios en el sistema con el que se realiza la predicción, se vuelve difícil evaluar hipótesis científicas comparando las predicciones que conllevan los eventos que realmente ocurren. El problema se torna aún más complejo en las ciencias sociales.
Grunberg y Modigliani en 1954, y Herbert A. Simon ese mismo año, abordaron la reflexividad como la cuestión de la «predicción reflexiva» en la ciencia económica, y se ha debatido como una cuestión importante en relación con la crítica de Lucas, y se ha planteado como una cuestión metodológica en la ciencia económica que surge de la cuestión de la reflexividad en la literatura de sociología del conocimiento científico.
La reflexividad ha surgido como un problema y una solución en los enfoques modernos del problema de la estructura y la agencia , por ejemplo, en el trabajo de Anthony Giddens en su teoría de la estructuración y de Pierre Bourdieu en su estructuralismo genético.
Giddens, por su parte, señala que la reflexividad constitutiva es posible en cualquier sistema social, y que esto presenta un problema metodológico distinto para las ciencias sociales. Giddens acentuó este tema con su noción de «modernidad reflexiva», el argumento de que, con el tiempo, la sociedad se vuelve cada vez más consciente de sí misma, más autoconsciente y, por tanto, reflexiva.
Bourdieu argumentó que el científico social está intrínsecamente cargado de prejuicios, y solo al ser consciente de forma reflexiva de esos prejuicios, los científicos sociales pueden liberarse de ellos y aspirar a la práctica de una ciencia objetiva. Para Bourdieu, por tanto, la reflexividad es parte de la solución, no el problema.
Se puede decir que en Las palabras y las cosas de Michel Foucault se toca el tema de la reflexividad. Foucault examina la historia del pensamiento occidental desde el Renacimiento y sostiene que cada época histórica (Foucault identifica tres y propone una cuarta etapa) tiene una episteme, o «un a priori histórico», que estructura y organiza el conocimiento. Foucault sostiene que el concepto de hombre surgió a principios del siglo XIX, lo que él llama la «Edad del Hombre», con la filosofía de Immanuel Kant. Foucault culmina el libro, planteando el problema de la edad del hombre y nuestra búsqueda del conocimiento, donde «el hombre es tanto sujeto cognoscente como objeto de su propio estudio». Así, Foucault sostiene que las ciencias sociales, lejos de ser objetivas, producen verdad en sus propios discursos mutuamente excluyentes.

## En economía
El filósofo económico George Soros, influenciado por las ideas expuestas por su tutor, Karl Popper en 1957, ha sido un activo promotor de la relevancia de la reflexividad para la economía, proponiéndola públicamente por primera vez en su libro de 1987 The alchemy of finance (La alquimia de las finanzas). Soros considera que sus conocimientos sobre el comportamiento del mercado, a partir de la aplicación de este principio, fue un factor importante en el éxito de su carrera financiera.
La reflexividad es incompatible con la teoría del equilibrio general, que estipula que los mercados se mueven hacia el equilibrio y que las fluctuaciones fuera del equilibrio son simplemente un ruido aleatorio que pronto se corregirá. En la teoría del equilibrio, los precios a largo plazo en equilibrio reflejan los fundamentos económicos subyacentes, que no se ven afectados por los precios. La reflexividad afirma que los precios de hecho influyen en los fundamentos, y que este nuevo conjunto de fundamentos influidos luego proceden a cambiar las expectativas, lo que influye en los precios. El proceso continúa en un patrón de autorrefuerzo. Debido a que el patrón se refuerza a sí mismo, los mercados tienden al desequilibrio. Tarde o temprano llegan a un punto en el que el sentimiento se invierte y las expectativas negativas se refuerzan a sí mismas en la dirección descendente, lo que explica el patrón familiar de ciclos de auge y caída. Un ejemplo que cita Soros es la naturaleza procíclica de los préstamos, es decir, la voluntad de los bancos de flexibilizar los estándares crediticios para los préstamos inmobiliarios cuando los precios están subiendo, y la posterior suba de los estándares cuando los precios inmobiliarios están cayendo, reforzando el ciclo de auge y caída. Soros sugiere además, que la inflación del precio de la finca raíz es esencialmente un fenómeno reflexivo:

«los precios de la vivienda están influenciados por las sumas que los bancos están dispuestos a adelantar para su compra, y estas sumas están determinadas por la estimación de los bancos sobre los precios que deberían tener las propiedades».

Soros también ha afirmado a menudo que su comprensión del principio de reflexividad es lo que le ha dado su «ventaja» y que es el factor principal que contribuyó a sus éxitos como negociante. Durante varias décadas, hubo pocos indicios de que el principio fuera aceptado en los círculos económicos dominantes, pero ha habido un aumento del interés después del colapso de 2008, con revistas académicas, economistas e inversores discutiendo sus teorías.
El economista y excolumnista de The Financial Times, Anatole Kaletsky, sostiene que el concepto de reflexividad de George Soros es útil para comprender la economía de China y cómo la maneja el gobierno chino.
En 2009, Soros financió el lanzamiento del Institute for New Economic Thinking  o INET (Instituto para el nuevo pensamiento económico) con la esperanza de que desarrollaría aún más la reflexividad. El instituto trabaja con varios tipos de economías heterodoxas, particularmente la rama poskeynesiana.
En 2021 se ha planteado que la crisis hipotecaria del gigante chino de los bienes raíces Evergrande responde a la teoría de la reflexividad, con mercados inmobiliarios inflados en una burbuja creada por las propias expectativas de compradores, constructores y bancos involucrados.